# Гепштейн, Соломон Климентьевич
Соломон Климентьевич (Шлойме Калманович) Гепштейн (2 мая 1882, Одесса — 13 сентября 1961, Тель-Авив, Израиль) — российский общественный деятель, журналист, израильский архитектор.

## Образование
Окончил Одесское реальное училище, а в 1912 году — петербургскую Академию художеств по специальности «архитектура». 

## Деятельность
С 1902 года принимал участие в сионистском движении: сперва в организации «общих сионистов», а после раскола примкнул к ревизионистам. 
Участвовал практически во всех всероссийских сионистских конференциях. 
Был членом петербургского городского комитета Сионистской организации (1906—1914) и ЦК Сионистской организации России (1914—1924). 
Занимался журналистикой: в 1905—1918 и 1924—1926 годы входил в редколлегию газеты «Рассвет», был автором ряда статей «Еврейской энциклопедии» и «Энциклопедического словаря» Ф. А. Брокгауза и И. А. Ефрона. 
После 1917 года работал заведующим издательством Наркомата юстиции РСФСР. 
С 1922 по 1924 год проживал в Германии, занимался архитектурой и журналистикой. 
С 1924 года в Палестине. Работал по специальности, стал одним из классиков всемирно известного тель-авивского архитектурного «баухауса», включенного в 2003 г. ЮНЕСКО в список всемирного культурного наследия (тель-авивский музей этого архитектурного стиля размещается в спроектированном Гепштейном здании на ул. Бялика, 1). По его проектам в Тель-Авиве построено несколько сотен домов, наиболее известным из которых является кинотеатр «Алленби» в Тель-Авиве. Сотрудничал с газетой З. Жаботинского «Доар-а-йом». В 1940-е годы занимался историей российского сионизма и написал монографию о З. Жаботинском. Был членом городского совета Тель-Авива[когда?]. Подготовил первое собрание сочинений З. Жаботинского.

## Семья
12 августа 1904 года в Одессе заключил брак с херсонской мещанкой Фаней Ароновной Бронфенбренер (1883—?).
Был женат на Марголе Бруцкус (?—1952), сестре известных учёных Юлия и Бориса  Бруцкусов.

## Избранные работы
- Гепштейн С., Экономическая структура еврейского населения России, Тип. Восток, Спб, 1906